# Jesajáhú Tómá Sík
Jesajáhú Tómá Sík (héber betűkkel ישיהו טומא שי״ק, izraeli angol átírással Yeshayahu Toma Shik, szül. Schük Tamás, Budapest, 1939. augusztus 17. – Kónyaszék mellett, 2004. július 13.) izraeli-magyar politikus, békeaktivista. A zöld- és a békemozgalomban ismert nevén: Sik Toma.

## Életrajz
Budapesten, az óbudai Margit-Kórházban, vallásos zsidó családban született. Apai ágon ősei rabbik voltak, nagyapja Karcagon. Édesapja, Schük Endre nyomdász volt. Szülei hároméves korában elváltak. Ezt követően őt és a nála hét évvel idősebb bátyját édesanyja nevelte. Édesapja párttitkár lett a Néphadseregben, majd 1956-ban kivándorolt Izraelbe. Tómá Sík 1944-ben, ötévesen került az óbudai gettóba. Bátyja 1945-ben vándorolt ki a Palesztin Mandátum területére, ahol a cionista mozgalom aktivistája lett. A kiskorú Tómá Sík, édesanyjával 1950-ben vándorolt ki az újonnan alakult Izraelbe.
1950. augusztus 21-étől 1974-ig az izraeli-palesztin területen lévő, Bárbárá falu melletti Mavkiím kibucban élt. 1957-ig a bentlakásos nevelőintézet tanulója volt és állatgondozással foglalkozott. Önkormányzatot szervezett, tagja volt a diáktanácsnak, a diákbíróságnak és részt vett az újságszerkesztésben. Megtagadta a sorkatonai szolgálatot, helyette az arab területen létesített kibucban végzett civil munkát, melyet négy évig kellett volna csinálnia. Néhány hónap múlva ezt is megtagadta és visszatéra nevelőintézetébe. Itt éjjeliőr és önkéntes tűzoltó, majd a falu titkára lett. 1955-től vallotta magát pacifista-anarchistának, világpolgárnak, emberi jogokért küzdő világi humanistának, az arab-izraeli megbékélésért munkálkodó – civil – politikusnak, anticionistának, valamint eszperantistának. Ekkor alakította ki vegetáriánus (vegán), természetkímélő, környezetbarát eszközöket felhasználó, a napi fogyasztását két amerikai dollárban meghatározó életmódját. Bekapcsolódott az izraeli pacifista mozgalomba, 1965-től az Izraeli Pacifista Szövetség (IPSZ) titkára volt.
1974-ben hagyta el a Mavkiím kibucot és ettől kezdve minden idejét és energiáját a béke és emberi jogi mozgalmak ügyének szentelte. Harminc éven keresztül volt az IPSZ tanácsadója. 1973-ban nyerte meg azt a precedens értékű pert, amely nyomán az izraeli állampolgárok vallási és nemzetiségi hovatartozása a nyilvántartásban nem került többé feltüntetésre. A héber–arab megbékélés pártjának lett tagja. Magánmegállapodás alapján kötött polgári házasságot, melyből két lánya született mielőtt elvált. A Világi Humanisták Egyházát akarta létrehozni Izraelben, majd később Magyarországon.
1996. január 1-jén hagyta el Izraelt és közel két éven át az Amerikai Egyesült Államokban és Nyugat-Európában tett utazásokat. 1997 decemberében tért vissza Magyarországra. Különböző civil szervezetekben végzett társadalmi munkát és a gödöllői biokertészetben dolgozott. A gandhiánus erőszakmentesség és pacifizmus közéleti képviselője, a teljes vegetarianizmus – veganizmus – szószólója volt. A pacifista Alba Kör tagja, majd egyik vezetője volt 2003-ig. Megalakította a Hanem Szép humanista, pacifista, anarchista, naturalista, erőszakmentes civil szervezetet és egy, a „humanista kommunizmus” alapján álló kommuna szervezésébe kezdett. Ennek érdekében 2003-ban Budapestről a Csongrád melletti Kónyaszék közelében vett egy tanyát és odaköltözött, ahol biokertészettel foglalkozott. Tanyája közelében, 2004. július 13-án közlekedési baleset áldozata lett.